# Rasines
Rasines település Spanyolországban, Kantábria autonóm közösségben. Rasines Ramales de la Victoria, Ruesga, Voto, Ampuero, Guriezo, Turtzioz és Karrantza községekkel határos. Lakosainak száma 970 fő (2024).

## Népesség
A település népessége az elmúlt években az alábbi módon változott:
| Lakosok száma | 946  | 944  | 1045 | 1055 | 1023 | 988  | 966  | 931  | 996  | 970  |
|               | 2001 | 2004 | 2007 | 2009 | 2012 | 2014 | 2017 | 2019 | 2022 | 2024 |